# Sydafrikas Grand Prix 1963
Sydafrikas Grand Prix 1963 var det sista av tio lopp ingående i formel 1-VM 1963.  

## Resultat
1. Jim Clark, Lotus-Climax, 9 poäng
2. Dan Gurney, Brabham-Climax, 6
3. Graham Hill, BRM, 4
4. Bruce McLaren, Cooper-Climax, 3
5. Lorenzo Bandini, Ferrari, 2
6. Joakim Bonnier, R R C Walker (Cooper-Climax), 1
7. Tony Maggs, Cooper-Climax
8. Trevor Taylor, Lotus-Climax
9. John Love, John Love (Cooper-Climax)
10. Carel Godin de Beaufort, Ecurie Maarsbergen (Porsche)
11. Doug Serrurier, Otello Nucci (LDS-Alfa Romeo)
12. Trevor Blokdyk, Scuderia Lupini (Cooper-Maserati)
13. Jack Brabham, Brabham-Climax (varv 70, olycka)
14. Brausch Niemann, Ted Lanfear (Lotus-Ford)

### Förare som bröt loppet
- Peter de Klerk, Otello Nucci (Alfa Romeo Special) (varv 53, växellåda)
- David Prophet, David Prophet (Brabham-Ford) (49, oljetryck)
- John Surtees, Ferrari (43, motor)
- Richie Ginther, BRM (43, bakaxel)
- Ernie Pieterse, Lawson (Lotus-Climax) (3, motor)
- Sam Tingle, Sam Tingle (LDS-Alfa Romeo) (2, bakaxel)

### Förare som ej startade
- Paddy Driver, Selby Auto Spares (Lotus-BRM) (olycka)